# Ислаз
Изла̀з (на румънски: Islaz) е комуна в югозападния окръг Телеорман на Южна Румъния. Разположена е на 10 км западно от Турну Мъгуреле, до устието на река Олт при вливането ѝ в Дунав, срещу българското село Сомовит. Тя е част от историческата провинция Олтения и е съставена от две свързани села: в южната част е Излаз, а в северната – Молдовени.

## География
Повърхностните води в близост до Излаз са Дунав, Олт и Саиул (бивше корито на река Олт, захранвано от подземните води). Село Излаз е разположено на северния бряг на Дунав. Отделено е от реката с малкия остров Мик. В река Дунав един до друг са природният резерват остров Маре и по-големият остров Калновац. Трите острова са румънски.
Почвата е частично черноземна, отчасти алувиална (в поляните около реките Дунав и Олт). Растителността включва култури, вторични ливади, а по река Дунав и Олт – ливади и ливадна растителност.
Температури:
- Средна годишна стойност: 11,5 °C
- Средно за юли: 23,4 °C
- Средно за януари: –2,3 °C
- Най-висока: 41,4 °C (17 август 1952 г.)
- Най-ниска: –30 °C (24 януари 1942 г.)

## История
В Римска Дакия, на мястото на днешния Излаз е имало селско селище и съкровищница от римски републикански денарии. Селището е било най-южната точка на линията на отбрана по бреговете на Олт – лимес Алутан, върху която са били построени крепости и други отбранителни елементи. В Излаз са открити камъни и земляни лагери, разположени в точка „Раковица“ и на Зеления остров на Дунав, сега разрушен от реката. Този римски лагер е известен още като „Зелената крепост“ и е с размери 340 х 120 m.
Излаз се е намирал на стратегическия път Излаз – Ромула (вероятно днешната Решка, окръг Олт).
Селото за първи път е документирано на 9 юли 1569 г.
На 9/21 юни 1848 г. в Излаз се провежда Народното събрание, което одобрява Прокламацията от Излаз, т. е. програмата на Румънската революция от 1848 г., разработена от Йон Хелиаде Радулеску. Събитието поставя началото на буржоазната революция във Влашко.
До 1950 г. Излаз е част от бившия окръг Романати.

## Исторически паметници
- Църква „Св. Трима йерархи“, с. Излаз, от 1848 г.
- Къща Тома Джигеану, на края на село Излаз към Дунава, от XIX век.
- Къща Димитру Гаванеску, с. Излаз, от средата на 19 век.
- Църква „Свети Никола“, в центъра на село Молдовени, до новата църква, от 1830 – 1837 г.
- Възпоменателен паметник на събранието в Излаз през 1848 г., в центъра на село Излаз, от 1969 г.

## Население
Населението през 2002 г. e 6203 души: 5079 в Излаз и 1124 в Молдовени. През 2011 г. наброява 5339 души (съответно 4416 и 923). От тях 94,2 % са православни румънци, а 5,22 % с неизвестна националност и религия.